# Fusie
Een fusie is het samengaan van economische of sociale eenheden die voorheen zelfstandig waren. Dit kunnen bedrijven zijn, maar ook verenigingen. Het grote verschil tussen een fusie en een overname is dat een fusie gelijkheid tussen beide partners impliceert en een overname ongelijkheid; de overnemende partij krijgt het dan voor het zeggen.

## Economisch
Economisch gezien is een fusie het samengaan van twee economische eenheden. In het bedrijfsleven onderscheidt men verschillende vormen:

### Aandelenfusie
Bij een aandelenfusie veranderen alleen de aandelen van eigenaar: bedrijf A koopt alle aandelen in bedrijf B. B wordt daarmee de 100% dochter van A. De tegenprestatie kan bestaan uit geld of aandelenruil. Zuiver juridisch gezien is dit geen fusie. Belastingtechnisch wordt dit wel als zodanig behandeld. Bij een aandelenfusie hoeven zekerheden niet opnieuw te worden gevestigd.

### Bedrijfsfusie
Bedrijf A koopt alle activa van bedrijf B, en kan hier geld of aandelen in A voor worden aangeboden als tegenprestatie. B wordt hierdoor een zogenaamde kasgeld-BV of een holding, aangezien A nu de werkelijke onderneming heeft. Zuiver juridisch gezien is dit geen fusie. Belastingtechnisch wordt dit wel als zodanig behandeld. Bijkomend voordeel is de mogelijkheid de lusten zonder de lasten uit te kunnen kiezen. Nadelen zijn echter het feit dat werknemers ook meegenomen moeten worden, en dat ieder actief apart moet worden geleverd.

### Overig
Ook twee maatschappen of andere vormen die juridisch geen eenheid zijn of niet kunnen fuseren kunnen dit economisch gezien wel. Juridisch gezien is dit geen fusie, en ook belastingtechnisch zal hier meestal geen rekening mee worden gehouden.

## Juridisch
Een juridische fusie houdt in dat twee (of meer) rechtspersonen opgaan in één nieuwe rechtspersoon. Bijvoorbeeld met de introductie van de Europese vennootschap is een juridische fusie mogelijk geworden tussen privaatrechtelijke rechtspersonen. Aandeelhouders van de fuserende vennootschappen worden van rechtswege aandeelhouder in de nieuwe vennootschap.
Het kan worden gebruikt als dwangmiddel wanneer de aandeelhouders van een minderheidsbelang zich niet willen laten uitkopen.
De juridische fusie is in Nederland geregeld in Boek 2 van het Burgerlijk Wetboek. Deze rechtsfiguur is veel minder breed dan het economische begrip. Aan de juridische fusie worden namelijk een aantal eisen gesteld. Zo mogen alleen rechtspersonen fuseren (dus geen maatschappen en C.V.'s), en moeten ze beide dezelfde rechtsvorm hebben (je mag dus bijvoorbeeld geen vereniging met een B.V. laten fuseren). Er zal vervolgens aan een reeks eisen moeten worden voldaan: niet slechts privaat-, maar ook publiekrechtelijk. Zo zullen met name bij grotere bedrijven de NMa, de Europese Commissie of de marktautoriteiten op de hoogte moeten worden gesteld. Ook de Ondernemingsraad moet op de hoogte worden gesteld, zodat deze met de directie en eventueel de aandeelhouders over de sociale gevolgen in conclaaf kan gaan.
Elke fusie heeft juridische aspecten.

### Besturenfusie
De onderwijssector kent een besturenfusie waarbij het bevoegd gezag over scholen wordt overgedragen aan een nieuwe of bestaande rechtspersoon. Die rechtspersoon gaat dus het bevoegd gezag over meer scholen voeren. De overdragende rechtspersoon voert nog slechts het bevoegd gezag over minder scholen, of blijft zelfs bestuurlijk 'leeg' achter.
Een dergelijke overdracht van scholen is specifiek geregeld in de onderwijswetten (art. 56 WPO, 58 WEC). Wettelijk is voorgeschreven dat de overdracht van het bevoegd gezag ten minste ook dient te behelzen de overdracht van de aan de scholen verbonden personeelsleden (met behoud van rechtspositie), de eigendom over de schoolinventaris, de met de school samenhangende rechten en plichten (ook t.a.v. bekostiging) en ten slotte vermogenswaarden (reserves) voor zover die zijn opgebouwd uit overheidssubsidies. 
Het gezamenlijk onder één bevoegd gezag brengen van scholen (door besturenfusie of overdracht) brengt geen wijziging in de bekostiging van de scholen; deze blijven als zelfstandige bekostigingseenheden ('BRIN-nummers') bestaan.

## Fiscaal
Fiscaal wordt, behalve met de zuiver juridische fusie, ook rekening gehouden met de bedrijfs- en de aandelenfusie. Een fusie is fiscaal gezien vaak vervelend. Volgens het belastingstelsel is er namelijk sprake van een overdracht, waardoor de waarde in het economisch verkeer in aanmerking moet worden genomen. Met name als veel is afgeschreven kan het voorkomen dat daardoor een flinke winst wordt gerealiseerd. Winst betekent belasting betalen, en vaak heeft de onderneming niet zoveel geld in kas, vooral als de tegenprestatie uit aandelen bestaat. Daarom bevatten de belastingwetten faciliteiten die een vrijstelling geven bij fusie. De belastingadviseur of treasurer moet deze faciliteit aanvragen, waarna de fiscus de faciliteit geeft onder bepaalde voorwaarden, die voor iedereen hetzelfde zijn: de standaardvoorwaarden. Daarnaast kunnen van geval tot geval extra voorwaarden worden gesteld. Het niet hieraan voldoen leidt tot sancties: in het uiterste geval kan de faciliteit met terugwerkende kracht worden teruggenomen.

## Sport
Een fusieclub is een (sport)club die ontstaan is door de samenvoeging van twee of meer sportclubs. Fusieclubs ontstaan vaak doordat verenigingen op eigen kracht niet genoeg leden, geld, sponsors of groeimogelijkheden hebben en daarom besluiten om samen verder te gaan. Fusieclubs komen zowel bij amateur- als bij profsporten voor.

## Oorzaken van fusies
Een bespreking van de algemene oorzaken en ook de rechtstreekse invloed van een marktverruiming en waarom men fusies boven export verkiest in een internationale markt.

### Algemene oorzaken
Ondernemingen groeien sneller door fusies en overnames, dan door het uitbreiden van hun productiecapaciteit. Dit is dan ook de voornaamste reden waarom veel bedrijven het merendeel van hun groei uit fusies en overnames halen. Naast dit groeimotief, is het creëren van aandeelhouderswaarde het belangrijkste motief. Deze aandeelhouderswaarde wordt gerealiseerd door het exploiteren van de mogelijkheden die uit een fusie of overname voortvloeien, zoals schaalvoordelen, de toegang tot nieuwe technologieën, producten & diensten en (internationale) markten. Hierin nemen kostenoverwegingen (schaalvoordelen) dikwijls een dominante positie in. Door acquisities zou het productieproces efficiënter en tegen geringere kosten kunnen plaatsvinden. Over deze kwestie is in de loop der tijd een zeer uitgebreide literatuur verschenen. Als de gemiddelde kosten afnemen bij een grotere productie zijn er zogenoemde schaalvoordelen ('economies of scale') te behalen. Daarnaast kunnen bedrijven kostenbesparingen realiseren als het goedkoper is bepaalde producten gezamenlijk te maken dan in afzonderlijke ondernemingen ('economies of scope' of synergie). Toetreding tot nieuwe markten is eveneens makkelijker wanneer dit middels een fusie of overname gaat, aangezien men al direct een goed lopend bedrijf heeft en niet vanaf de bodem ('greenfield') hoeft te beginnen.
De aandelenmarkt is erg belangrijk als het om M&A's gaat. Zo kan door tegenvallende prestaties of een negatief sentiment een aandeel ondergewaardeerd worden, waardoor een firma goedkoper kan opgekocht worden dan wat ze eigenlijk waard is. Wanneer het bedrijf hier niet aan meewerkt en de overnemer direct de aandeelhouders benadert, spreken we van een vijandige overname. Voorheen werd negatief tegen vijandige overnames aangekeken, maar tegenwoordig ziet men ze als economisch nuttig.
Aan fusies kunnen ook nadelen kleven. Wanneer twee bedrijven samensmelten en er wordt veel gewag gemaakt van de voordelen, kan het aandeel overgewaardeerd worden en als de promotoren van de fusie snel verkopen, worden ze makkelijk rijker. Effectenrecht voorziet tegenwoordig in regels die dit verbieden. Een ander nadeel van fusies is het ontstaan van conglomeraten die zo machtig worden dat ze de economische spelregels op een (deel)markt kunnen beheersen (bijvoorbeeld prijs, leveringsvoorwaarden etc.) en zelfs invloed kunnen uitoefenen op de media en de overheid. Om dergelijke praktijken tegen te gaan hebben we nu mededingingsrecht. Bepaalde fusies moeten van tevoren bij de mededingingsautoriteit worden gemeld, die de fusie kan verbieden of (voorwaardelijk) toestaan.
Soms kunnen oneigenlijke of niet-economische motieven aan een fusie of overname ten grondslag liggen. Een firma kan overnameplannen maken met als enkel doel een signaal naar de stakeholders uit te zenden. Of dit al dan niet goed afloopt is minder belangrijk. Het is belangrijker om te falen maar het voorbeeld van de concurrent te volgen, dan om niet mee te doen en dan vast te stellen dat een concurrent wel voordeel uit zijn fusie haalt. Een soortgelijk verhaal geldt wanneer egocentrische motieven de werkelijke drijfveer zijn: de CEO of CFO wil zijn naam vereeuwigen door een wapenfeit te kunnen verrichten. In dit soort gevallen bestaat het gevaar dat de financiële reserves van de onderneming worden uitgeput terwijl het voordeel gering of nihil is. Hierdoor kan de onderneming uiteindelijk failliet gaan of zelf een prooi voor een overname worden.

### Marktverruiming als oorzaak van fusies en overnames
Ook een verruiming van de markt kan een oorzaak zijn voor een fusie. Voorbeelden zijn legio, we nemen er eentje van: een fusie tussen twee Scandinavische banken in het begin van de jaren 90. De financiële instellingen voerden structurele veranderingen door ten gevolge van deregulatie en competitie uit andere landen (die voortvloeide uit het vrijmaken). Om hun concurrentiepositie te behouden, besloten grote banken om veel kleinere, regionale banken over te nemen.
Merk wel op dat dit een binnenlandse fusie is om de concurrentiekracht in de uitgebreide markt te versterken. Dit strookt volledig met een studie van Groeneveld en Swank die poneren dat in 1995 toch nog steeds twee derden van de fusies in het binnenland plaatsvonden, ondanks een volledige vrijheid van vestiging en van financiële dienstverlening in de Europese Unie vanaf 1993.

### Fusies in een internationale markt
Een dochteronderneming starten in het buitenland is een hachelijke onderneming. Er is heel wat risico verbonden aan het uit de grond stampen van een dochterbedrijf. Er zijn hoge kosten verbonden aan administratieve zaken, er is nog helemaal geen marktaandeel verworven en men kent de lokale gewoontes niet zo goed als lokale managers. Om dit risico en gebrek aan informatie op te vangen kan een bedrijf besluiten om een bestaand bedrijf over te nemen.

### Persoonlijke motieven van het top-management als oorzaak van fusies en overnames
Waar gedacht wordt dat een fusie of overname slechts op basis van rationele strategische en economische motieven wordt aangegaan, blijken ook minder rationele motieven een belangrijke rol te spelen. Een voorbeeld hiervan is 'ego', waarbij het top-management zich door het plegen van fusies en overnames een plaats in de geschiedenisboeken verwerft. Verder blijkt dat ook bepaalde bonus- en optieregelingen een belangrijke motivator kunnen zijn. De gevolgen hiervan kunnen enorm zijn.

## Gevolgen van fusies
Naast de oorzaken of motieven die de basis vormen van de meeste fusies en overnames, worden ook de gevolgen in de beschikbare literatuur beschreven.

### Veel fusies mislukken
Hoewel er voor ondernemingen een hoop redenen zijn om zich met fusies en overnames bezig te houden, blijkt in de praktijk dat lang niet alle fusies een succes zijn. Hieraan is veel literatuur gewijd, waarin succesratio's vaak niet hoger zijn dan vijftig procent en de prestaties van de betrokken ondernemingen na de fusie slechter zijn dan ervoor. Er zijn grofweg twee verschillende methoden die gebruikt worden voor het vaststellen van het succes van een fusie of overname. De meest gebruikte methode is kwantitatief van aard, waarbij de prestaties van het aandeel van het gefuseerde bedrijf wordt vergeleken met de prestaties van de aandelen van vergelijkbare bedrijven. Een andere methode is kwalitatief, waarbij de betrokken CEO's in interviews wordt gevraagd in hoeverre de fusie aan de verwachtingen voldoet.

### Succesfactoren
Omdat veel fusies en overnames uiteindelijk minder succesvol blijken dan verwacht, is er in de beschikbare literatuur ook veel aandacht voor de succesfactoren van een succesvolle fusie of overname. Hierin wordt met name (de planning en) de snelheid van het integratieproces, waarin de beoogde synergie- en schaalvoordelen moeten worden gerealiseerd als doorslaggevende factor beschouwd. Door een gedegen beoordeling (due diligence) van de mate waarin de betrokken partijen passen ('fit') op strategisch-, organisatorisch- en IS/IT vlak, kunnen de tijd en kosten van het integratieproces goed worden ingeschat. Deze beoordeling vooraf, speelt ook een belangrijke rol in het vaststellen van de waarde van de transactie. In de praktijk blijkt dat er in veel gevallen te veel wordt betaald, omdat de beoogde voordelen worden overschat of niet worden gehaald (in de beoogde termijn).
Enkele voorbeelden van fusies of bijna fusies zijn:
- tussen Statoil en Norsk Hydro
- tussen Mittal Steel en Arcelor
- tussen Air France en KLM
- tussen Price Waterhouse en Coopers & Lybrand in 1998
- tussen Suez en Electrabel
- tussen Euronext (vereniging van Europese beurzen) en de Amerikaanse beurs
- tussen enerzijds een opgesplitst ABN Amro en anderzijds Fortis/Royal Bank of Scotland/Banco Santander.

(Tijdens de economische crisis bleek het Fortis-deel van de ABN Amro fusie een mislukking. Fortis is opgesplitst in een Belgisch en een Nederlands deel waarna het Belgische deel met BNP Paribas en het Nederlandse deel met ABN Amro is gefuseerd.)